# Kodeks Vindobonensis

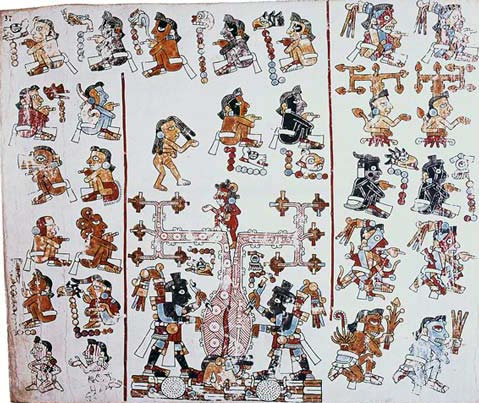
Fragment Kodeksu Vindobonesis

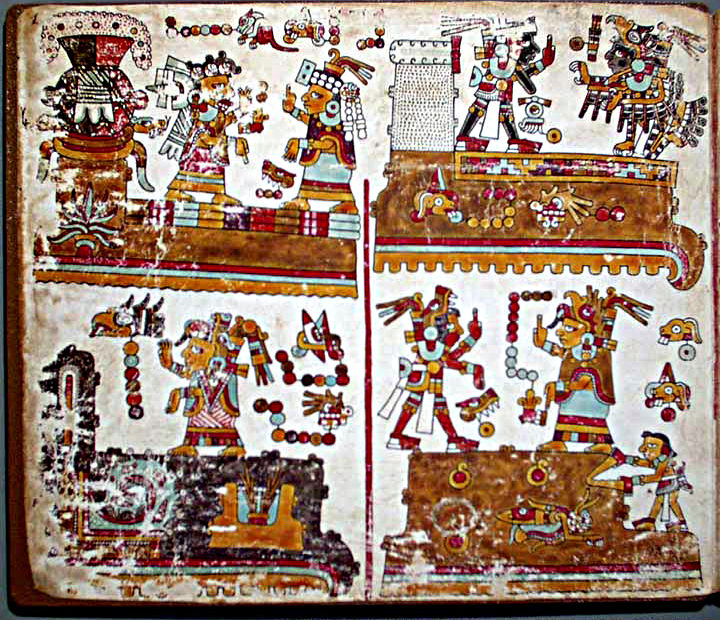
Pierwsza strona Kodeksu Vindobonesis

Kodeks Vindobonensis – mistecki prekolumbijski dokument datowany na XIV wiek, o tematyce wróżbiarskiej i genealogicznej.

## Opis
Kodeks Vindobonensis złożony jest z 52 stron w formacie 265 × 220 mm o długości 13,5 m w formie harmonii. Waży 2,687 kg. Na przednich stronach prezentuje mityczne genealogie bogów, ich narodziny i historie, a na odwrotnych stronach przedstawia historyczne fakty związane z genealogią misteckich władców. Wypełniony jest piktogramami bogów, ptaków, zwierząt i roślin, bogato pokolorowanych.

## Historia
Okoliczności odkrycia Kodeksu Vindobonensis nie są znane. Prawdopodobnie został znaleziony w jednej ze świątyń w okolicy Veracruz i wysłany do Sewilli wraz z innym kodeksem Nuttall, jako dar dla cesarza Karola V w 1519 roku. Wiadomo, iż w późniejszym czasie manuskrypt znalazł się na dworze króla Portugalii Manuela I, prawdopodobnie ze względu na jego pokrewieństwo z władcą Hiszpanii. Dalsze losy kodeksu nie są do końca jasne. Nie wiadomo, jak znalazł się w zbiorach papieża Klemensa VII, następnie kardynała Ippolito de' Medici oraz kardynała Nikolausa von Schönberga. Prawdopodobnie po śmierci tego ostatniego w 1537 roku, kodeks zawędrował do Niemiec. Jeden z członków jego rodziny zapisał swoje imię na okładce manuskryptu. Pewne jest, że w 1650 roku w Weimarze filolog Job Ludolf, specjalista od języka etiopskiego, jako pierwszy rozpoczął studia nad manuskryptem. W 1677 roku książę saski Jan Jerzy II podarował manuskrypt cesarzowi Leopoldowi I. Cesarz złożył kodeks w ówczesnej Królewskiej Bibliotece, a obecnie Narodowej Bibliotece Austriackiej w Wiedniu, gdzie jest przechowywany do dzisiaj.
Kodeks  Vindobonensis w trakcie swej wędrówki zmieniał swoją nazwę osiemnaście razy. Dziś najczęściej znany jest również pod nazwą Codex Mexicanus I, Kodeks Wiedeński, Codex Vindobonensis 795, Codex Constantinopolitanus, Codex C lub Codex Byzantinus.